# Esneux
Esneux (wallonisch: Esneu) ist eine Gemeinde in der belgischen Provinz Lüttich an der Ourthe. 
Sie besteht aus den Ortschaften Esneux, Hony, Méry und Tilff.
Sie erscheint erstmals in einer Schenkungsurkunde  Kaiser Lothars II. von 855/69 als "Astanid" (D_Lo_II_no. 043). 888 bestätigt König Arnulf von Kärnten dem Marienstift zu Aachen seine dortigen Besitzungen in "Astanid" (MGH DArn Nr. 031). In der letzten Schenkungsurkunde von 902 wird Esneux nun "Haspidi" genannt (Regesta Imperii I, Nr. 2003). Weitere Urkunden sind bisher nicht bekannt, da kein Historiker sie gesucht hat. 
Der Ort liegt an der SNCB-Strecke L 43 (Arlon-) Marloie - Rivage (-Liège), die 1866 in ganzer Länge eröffnet wurde. Der neoklassizistische Bahnhof wurde ebenfalls 1866 eröffnet. 
Der Ortsteil Hony hat eine Kirche, die 1776 geweiht wurde. 
Der Ortsteil Méry wurde 1251 als "Merriu" (erstmals) erwähnt. 
Der Ortsteil Tilff erscheint als "Tilves" in einer Bulle Papst Gregors IX. von 1235. 

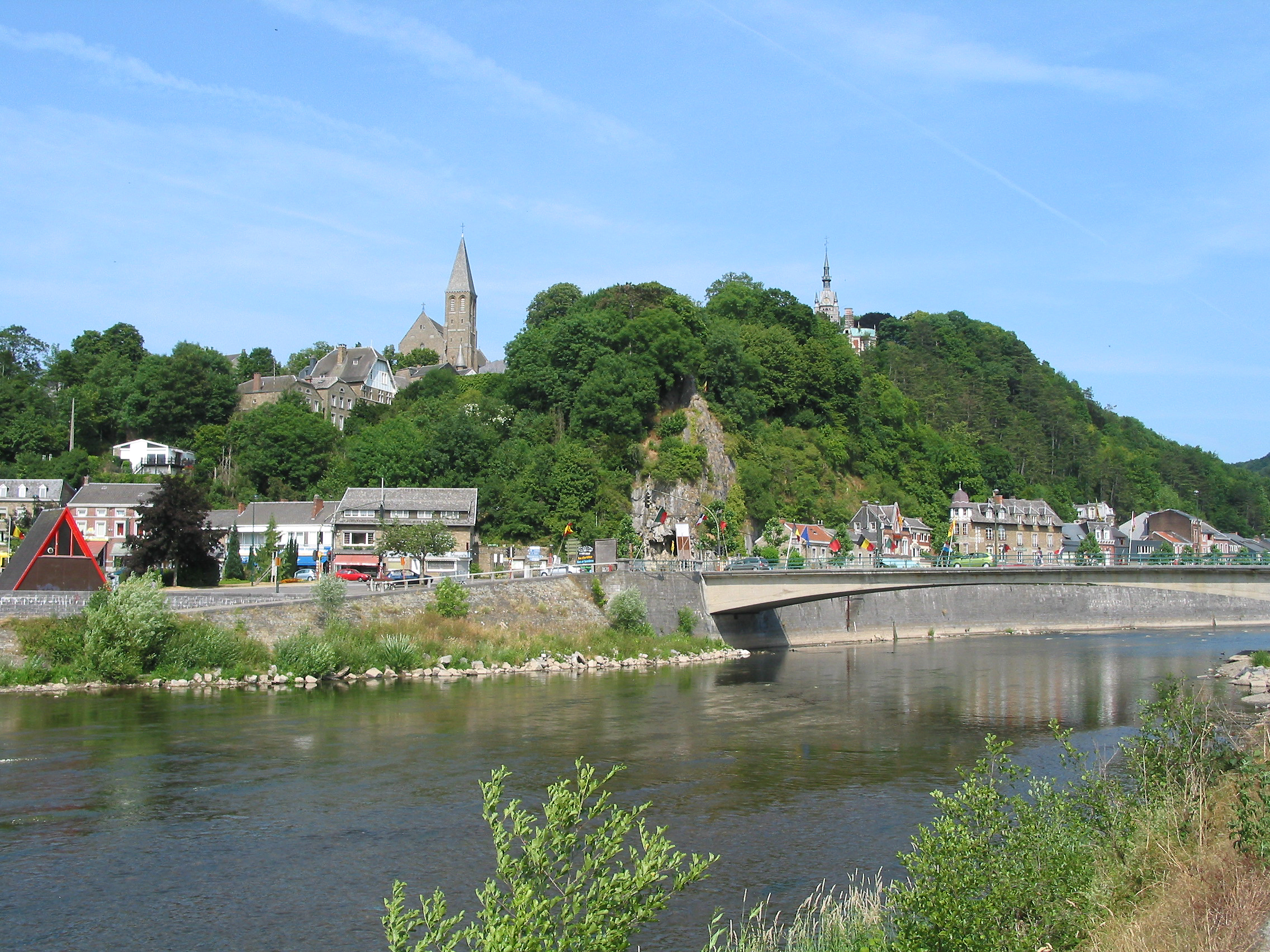
Blick auf Esneux
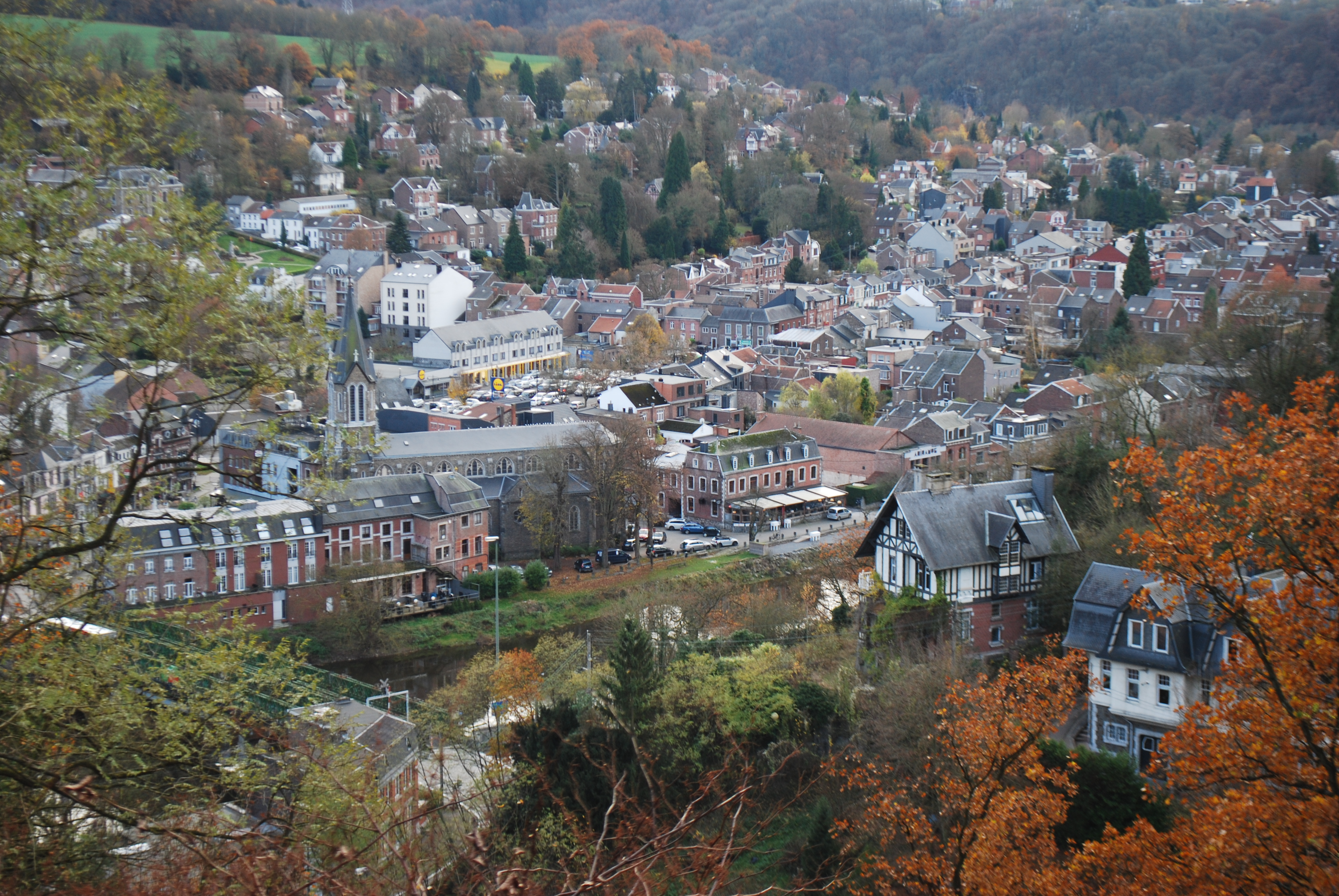
Blick auf Tilff

## Sehenswürdigkeiten
- Die Ruine des Kastells von Montfort stammt aus dem 15. Jahrhundert.
- In Esneux befindet sich der größte Mammutbaum Belgiens.
- Die Trappistinnen-Abtei Brialmont in Tilff ist für ihre Champignonzucht bekannt.

## Städtepartnerschaften
- Ratzeburg (Deutschland), seit 1969

## Weblinks

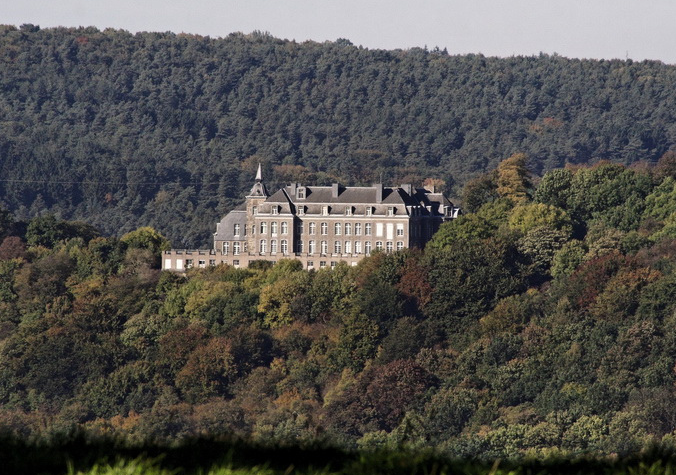
Abtei Brialmont